# Фазы Венеры

Фазы Венеры, видимые с Земли

Фазами Венеры называются различные изменения освещения, наблюдаемые на поверхности планеты, аналогично фазам Луны. Первые записи о наблюдениях фаз Венеры были сделаны Галилео Галилеем в 1610 году. Венеру много раз наблюдали невооружённым взглядом, но до изобретения телескопа не было бесспорных исторических свидетельств о наблюдении её фаз.

## Наблюдение
Фазы Венеры меняются в результате её вращения вокруг Солнца внутри земной орбиты, давая возможность наблюдателю с телескопом видеть последовательную смену освещения, похожую на смену фаз Луны. Венера в полной фазе находится за Солнцем. Венера в четвертной фазе находится в максимальной элонгации, равной 47,8°. Венера видна в виде тонкого серпа когда она находится близко к прямой, соединяющей Солнце и Землю. Планета имеет атмосферу, поэтому в телескопе будет всегда видно гало преломлённого света в атмосфере вокруг планеты.
Полный цикл от «новой» Венеры через «полную» и опять до «новой» длится 584 дня (время, необходимое Венере, чтобы обогнать Землю на один оборот). Наблюдаемый угловой размер планеты изменяется вместе с фазой, и равен от 9.9" угловых секунд в полной фазе до 68" угловых секунд в нижнем соединении.
Венера достигает максимума своего сияния (звёздная величина = −4.5m) в двух точках своей орбиты, удалённых от Земли на 68 миллионов километров, или 0,454 а. е., что соответствует элонгации в 41,3°, и даёт оптимальное сочетание расстояния и фазы (освещено 28 % диска) для максимальной видимой звёздной величины.

## История
Первые достоверно известные наблюдения полной смены фаз Венеры были сделаны Галилео Галилеем в конце 1610 года, хотя они и не были опубликованы до 1613 года. Используя телескоп, Галилео смог наблюдать Венеру, проходящую последовательно через все фазы, что, на то время, исключалось Птолемеевой системой. Полученные наблюдения соответствовали Коперниковой системе и некоторым другим системам.